# Elizabeth Odio Benito

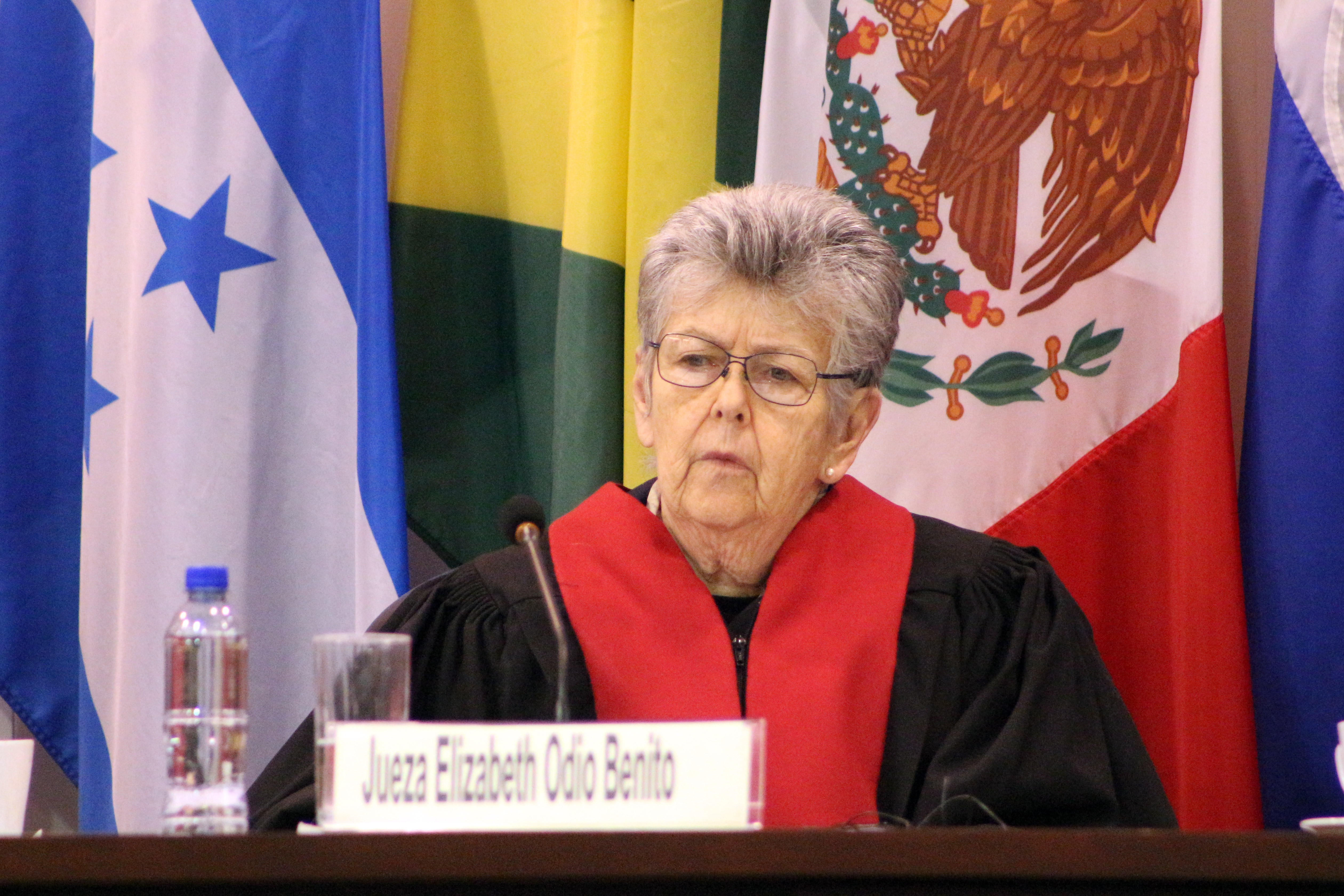
Domare Elizabeth Odio Benito

Elizabeth Odio Benito, född den 15 september 1939, är en costarikan som är domare i Interamerikanska domstolen för mänskliga rättigheter, advokat och numera domare och vice president i Internationella brottmålsdomstolen (ICC). Hon har tidigare tjänstgjort i Internationella krigsförbrytartribunalen för det forna Jugoslavien och i sitt hemland Costa Rica har hon varit justitieminister 1978 - 1984 och 1990 - 1994, tillika vice president i Costa Rica.